# Glyptopetalum lawsonii
Glyptopetalum lawsonii är en benvedsväxtart som beskrevs av Gamble. Glyptopetalum lawsonii ingår i släktet Glyptopetalum och familjen Celastraceae. Inga underarter finns listade.